# Мімана
Мімана (яп. 任那, みまな、にんな, «доручений край») — назва південної частини Корейського півострова у 4 — 6 століттях, яку до 562 року контролювали стародавні японці.

## Короткі відомості
Місцезнаходження Мімани точно не визначене. Вважається, що її територія частково відповідала кордонам давньокорейської конфедерації Кая, до якої входили землі трьох корейських племен самхан. Міману традиційно розташовували у південно-західній провінції Чолла-Намдо, проте з 2-ї половини 20 століття більшість науковців локалізує її в південно-центральній провінції Кьонсан-Намдо.
На основі японських, китайських і корейських письмових джерел вважається, що з середини 4 століття Мімана перебувала під контролем стародавніх японців і служила їхнім форпостом на Корейському півострові. Зокрема, текст стели Квангетхо згадує, що у 369 році японці отримали від південнокорейської держави Пекче землі Мімани в обмін на допомогу в боротьбі проти північнокорейської держави Когурьо, а японські хроніки «Кодзікі» та «Ніхон сьокі», розповідають про військовий похід японців і завоювання півдня Кореї в 3 столітті.
У 562 році південокорейська держава Сілла, яка вела боротьбу за об'єднання півострова, вигнала японців з Мімани і приєднала її до себе.
Факт існування підконтрольної японцям Мімани був доведений джерелознавцями та археологами 2-ї половини 20 століття. Проте до цього часу він був предметом палкої дискусії між японськими та корейськими вченими. В Японській імперії японська політична та наукова верхівка використовувала цей факт для легітимізації панування у Кореї, через що патріотично налаштовані корейські дослідники заперечували його, а будь-які згадки про Міману вважали японським фабрикуванням.
У сучасній історіографії пріоритетними напрямками дослідження Мімани є визначення японської політії, в залежності від якої перебувала Мімана, і з'ясування військово-економічного потенціалу та політичних прав міманців в системі згаданої політії.